# EP Energy
Das tschechische Unternehmen EP Energy a.s. ist eine 100-prozentige Tochtergesellschaft von Energetický a Průmyslový Holding. Das am 5. Januar 2011 gegründete Unternehmen hat seinen Sitz in Prag (Tschechien) und beschäftigt rund 4400 Personen, die 2012 einen Umsatz von 4,1065 Milliarden CZK erwirtschafteten. Dies bedeutet eine Umsatzsteigerung von 23 Prozent gegenüber dem Jahr 2011. Mit einer  Kraftwerksleistung von 1054 MWe und 4716 MWt ist EP Energy der größte Wärmeproduzent und zweitgrößte Energieversorger in der Tschechischen Republik.

## Beteiligungen
Bei keiner prozentualen Angabe beträgt die Beteiligung 100 Prozent.
EP Energy a.s. ist an folgenden Unternehmen beteiligt:
- Mitteldeutsche Braunkohlengesellschaft (MIBRAG)
- Saale Energie GmbH (Schkopau, 100 %) (Kraftwerk Schkopau)
- Elektrárny Opatovice (EOP) (Elektrizitätswerke Opatovice nad Labem)
- United Energy (UE)
- Plzeňská Energetika (PE)
- Pražská Teplárenská (73 %) (Prager Heizkraftwerke)
- EP Energy Trading
- První Energetická. a.s. (PEAS)
- United Energy Coal Trading (UECT)
- EP Renewables
- VTE Pchery (64 %)
- Energzet
- První Mostecká (47 %)
- Severočeská Teplárenská
- Powersun
- Triskata
- Arisun
- Alternative Energy (72 %)
- Greeninvest Energy (40 %)
- MIBRAG Neue Energie
- AISE (80 %)

## Kraftwerke
Bei keiner prozentualen Angabe beträgt die Beteiligung 100 Prozent.
EP Energy a.s. ist an folgenden Kraftwerken beteiligt:
- Kraftwerk Buschhaus[9]
- Kraftwerk Schkopau[10]
- Kraftwerk Deuben über MIBRAG[11]
- Kraftwerk Mumsdorf[11]